# Condado de Torrepalma
El condado de Torrepalma es un título nobiliario español creado por el rey Carlos II en 1679, otorgando el real despacho el 4 de noviembre de 1680, a favor de Alonso Verdugo y Albornoz y de la Cueva. Fue concedida grandeza de España vitalicia por Carlos III en 1771 a Alonso Diego Álvarez de las Asturias Bohorques y Verdugo, IV conde de Torrepalma, V marqués de los Trujillos.
Su nombre hace referencia a la hacienda de Torrepalma, situada en el municipio andaluz de Carmona, en la provincia de Sevilla.

## Condes de Torrepalma
|                        | Titular                                                   | Periodo                |
| Creación por Carlos II | Creación por Carlos II                                    | Creación por Carlos II |
| ---------------------- | --------------------------------------------------------- | ---------------------- |
| I                      | Alonso Verdugo de Albornoz y de la Cueva                  | 1679-1695              |
| II                     | Pedro Verdugo de Albornoz Ursúa                           | 1695-1720              |
| III                    | Alonso Verdugo de Castilla                                | 1720-1767              |
| IV                     | Alonso Diego Álvarez de las Asturias Bohorques y Verdugo  | 1767-1770              |
| V                      | Nicolás Mauricio Álvarez de las Asturias Bohorques        | 1770 -1805             |
| VI                     | Mauricio Álvarez de las Asturias Bohorques y Chacón       | 1805-1851              |
| VII                    | José Álvarez de las Asturias Bohorques y Guiráldez        | 1851-1890              |
| VIII                   | José María Álvarez de las Asturias Bohorques y Aguilera   | 1891-1934              |
| IX                     | José María Álvarez de las Asturias Bohorques y Arteaga    | 1934-                  |
| X                      | Jaime Álvarez de las Asturias Bohorques y Silva           | 1941-1996              |
| XI                     | María del Pilar Álvarez de las Asturias Bohorques y Silva | 1998-2023              |

## Historia de los condes de Torrepalma

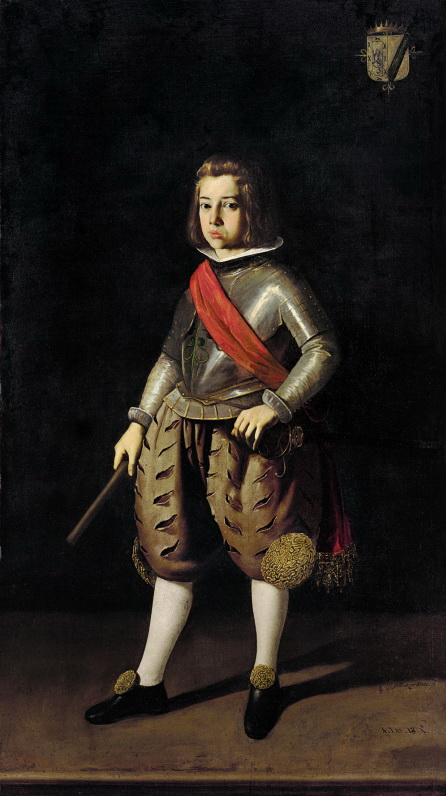
Retrato de Alonso Verdugo de Albornoz, I conde de Torrepalma, realizado en 1635 por Francisco Zurbarán.

- Alonso de Verdugo Albornoz y de la Cueva (Carmona, 1624-Madrid, 1695),[1] I conde de Torrepalma, caballero de la Orden de Alcántara,[2] corregidor de Granada y de Jaén.[3] Era hijo de Alonso Verdugo de la Cueva y Sotomayor y de Juana de Albornoz y Espinosa,[2] hija de Francisco de Albornoz y Francisca Polo de Espinosa y hermana del cardenal Gil de Albornoz.[4]

Se casó con su sobrina segunda, María Antonia de Ursúa, hija de su prima hermana Adriana de Eguez Beaumont Navarra y Verdugo y de Pedro de Ursúa y Arizmendi, I conde de Gerena.
- Pedro Verdugo de Albornoz Ursúa (Carmona, 1657-1720),[4] II conde de Torrepalma a la muerte de su padre en 1695. Fue miembro de la Real Academia Española,[6] capitán de la nobleza de la ciudad de Carmona, coronel de los Reales Ejércitos[7] y poeta. Fundó la Biblioteca del Duque de Gor en Granada, que la nutrió de los muchos libros y manuscritos heredados de su tío, el cardenal Gil de Albornoz.[8]

Contrajo matrimonio en 1685 con Isabel María de Castilla, hija del señor de Gor, Sancho de Castilla y de la Cueva —descendiente del rey Pedro I de Castilla y de Juana de Castro—, y de su esposa Isabel Lasso de Castilla. Fueron padres de tres hijos: Alonso, el III conde de Torrepalma, Ana María Clara, conocida como Ana de San Jerónimo, priora del convento de las Carmelitas Descalzas en Granada, y notable poeta, y María Antonia Verdugo y Castilla.  Esta última se casó con Nicolás Antonio Álvarez de Bohorques y de la Cueva, IV marqués de los Trujillos. Un hijo de este matrimonio fue el IV conde de Torrepalma al suceder al III conde que murió sin descendencia, por lo que así se unieron las casas de los duques de Gor, los marqueses de los Trujillos y los condes de Torrepalma.  Le sucedió su hijo:
- Alonso Verdugo de Castilla (Alcalá la Real, 3 de septiembre de 1706[13]-Turín, marzo de 1767),[14] III conde de Torrepalma a la muerte de su padre en 1720. Fue uno de los fundadores de la Real Academia de la Historia de la que fue su presidente en 1735.[15][16] El rey Fernando VI lo nombró embajador en Viena en 1755, cargo que desempeñó hasta 1760 y en 1766 fue nombrado gentilhombre de cámara del rey Carlos III.[17]

Contrajo un primer matrimonio con Josefa Ignacia de Bernuy Henestrosa. Después de enviudar, se volvió a casar el 15 de mayo de 1753 con María Francisca María Dávila Carrillo de Albornoz (m. Calatayud, 24 de enero de 1808), hija de José Lorenzo Dávila y Tello de Guzmán Villegas, III conde de Valhermoso, y de María Magdalena Carrillo de Albornoz y Antich, II duquesa de Montemar. Francisca, después de enviudar, se casó con Antonio Ricardos, conocido como el «General Ricardos». No hubo descendencia de ninguno de los matrimonios. Le sucedió su sobrino:
- Alonso Diego Álvarez de las Asturias Bohorques y Verdugo (m. 1770), IV conde de Torrepalma[11][12] y V marqués de los Trujillos.[20]

Se casó con María Fausta Vélez Ladrón de Guevara Enríquez y Montalvo. En 1770 le sucedió su hijo:
- Nicolás Mauricio Álvarez de las Asturias Bohorques (Valladolid, 29 de febrero de 1741-10 de noviembre de 1805), V conde de Torrepalma,[22] I duque de Gor[22] y VI marqués de los Trujillos, fue mariscal de los Reales Ejércitos.

Se casó, en primeras nupcias el 23 de abril de 1768 con María Teresa Pérez de Barradas y Fernández de Henestrosa, con quien no tuvo sucesión masculina, y en segundas nupcias el 2 de julio de 1791 con María del Carmen Chacón y Carrillo de Albornoz Medrano y Jácome de Lienden. Le sucedió su hijo del segundo matrimonio.
- Mauricio Nicolás Álvarez de las Asturias Bohorques y Chacón (10 de junio de 1792[21]-8 de julio de 1851), VI conde de Torrepalma, II duque de Gor,[22]  VII marqués de los Trujillos, VI conde consorte de Lérida, VIII conde de Canillas de los Torneros de Enríquez, y de Abusejo, Gran Cruz de la Orden de Carlos III en 1834.[21]

Contrajo matrimonio el 22 de septiembre de 1818 con María de la O Jacoba Guiráldez y Cañas, VIII vizcondesa de la Valoria, Camarera mayor de palacio, hija de Jaime Guiráldez y Mendoza, conde de Lérida. Con este matrimonio se incorporan al ducado de Gor todos los señoríos y posesiones de la familia Valoria, incluyendo el castillo de Olmillos de Sasamón, provincia de Burgos y todos sus feudos. Le sucedió su hijo.
- José Álvarez de las Asturias Bohorques y Guiráldez (1836-1890),[23] VII conde de Torrepalma.

Se casó con María Luisa de Aguilera y Gamboa, hija de Francisco de Asís de Aguilera y Becerril, XV conde de Villalobos, y su esposa Luisa de Gamboa y López. Le sucedió su hijo:

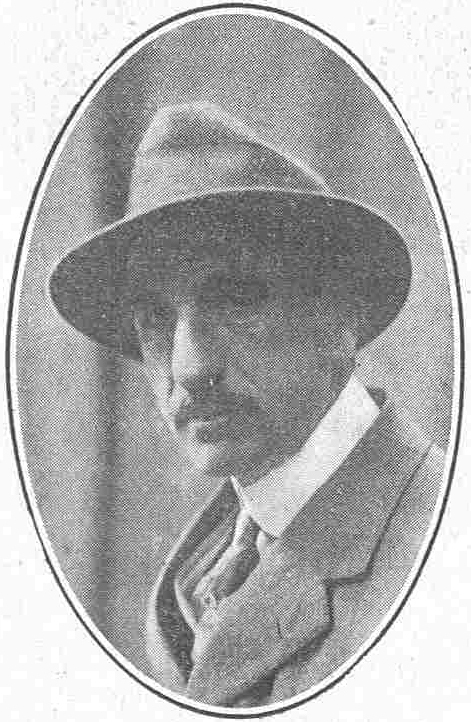
José María Álvarez de las Asturias-Bohorques y Aguilera, octavo conde de Torrepalma.

- José María Álvarez de las Asturias-Bohorques y Aguilera, octavo conde de Torrepalma.José María Álvarez de las Asturias Bohorques y Aguilera (m. Torrelodones, 8 de marzo de 1934),[25] VIII conde de Torrepalma, diplomático y mayordomo de Semana de Alfonso de Borbón.

Se casó con María Teresa de Arteaga y Echagüe (1873-1907), XIV marquesa de Almenara. Le sucedió su hijo:
- José María Álvarez de las Asturias y Arteaga, IX conde de Torrepalma y XV marqués de Almenara.[25]

Se casó con Luisa de Silva y Mitjans (n. Madrid, 25 de abril de 1895), hija de Jaime de Silva y Campbell, XVI duque de Lécera y XII duque de Bournonville, y de su esposa Agustina-Luisa de Mitjans y Manzanedo.  Le sucedió su hijo:
- Jaime Álvarez de las Asturias Bohorques y Silva (Madrid, 1917-Fresno de Torote, 16 de febrero de 1996),[27] X conde de Torrepalma,[26][28]  XVI marqués de Almenara.[26][29] y maestrante de Granada.[27]

Se casó el 19 de abril de 1954 con Carmen Alonso Martínez y Sánchez Arjona.  Sin descendencia, le sucedió su hermana:
- María del Pilar Álvarez de las Asturias Bohorques y Silva (1926-Madrid, 7 de agosto de 2023),[30] XI condesa de Torrepalma[31] y XVII marquesa de Almenara.

Casó con Luis Bernaldo de Quirós y Alcalá Galiano, marqués de Quirós y de Campo Sagrado. Su hijo, Iván Bernaldo de Quirós y Álvarez de las Asturias Bohorques, ha solicitado la sucesión en el condado.